# Szentimrei Réti István
Szentimrei Réti István (Tiszaszentimre, 1949. május 6. –) magyar harcművész, a hazai karate-élet egyik alapítója. A Wado-ryu karate nagymestere és egykori elnöke, a Ré Zen-DO Alapító Nagymestere. Spirituális tanító és Zen mester.

## Fiatalkora
1949. május 6. 08:15-kor született az alföldi Tiszaszentimrén. Nehéz családi körülmények között nőtt fel, szülei elváltak és egy intézetbe került.
Érettségi után hedonista életet élt. Ezt követően jelentkezett tengerésznek, végül látása miatt nem vették fel.
Hamarosan egy luxusétterembe került, ahol pár hónapig nem mehetett ki a konyhából. A luxusétterem után egyik szállodából a másikba ment dolgozni, és sorra nyerte a gasztronómiai versenyeket. Sikerei jutalmaként felsoroltak neki néhány országot, ahova kimehet három évre dolgozni, és ő gondolkodás nélkül Japánt választotta. Tokióban nyitott magyar éttermet.
Egy dokumentumfilm hatására kezdte el érdekelni a karate, végül így találkozott Japánban első Mesterével, Shihan Sadaharu Fujimotoval (1931-2019).

## Harcművészi pályafutása
1978-ban szerezte meg az 1. Dant.
Az első dant még öt dan követte úgy, hogy Fujimoto küldött egy tanítványt valahonnan a világból, és Réti a tudtán kívül levizsgázott előtte. Nem sokkal később megérkezett az üzenet: egy dannal feljebb lépett.
Hazatérése után Darnay Jánossal együtt jó tíz évig csak tanított. Magyarországon több, mint húsz iskolát nyitott ez idáig. Első említésre méltó helye a Gellért szállóban, Gellért SE néven futott. Kis idővel később Újpesten tartottak bemutatót ahol felkereste az ottani Sportegyesület elnöke, hogy ha nyitnának ott egy iskolát, támogatják. Ezt követő pénteken meghirdették az új iskolát, ami akkoriban Magyarországon eléggé új sportágnak számított, így szombaton 170 tanítvánnyal találták szembe magukat.
Nem sokkal később felkeresték Maurizio Gai olasz karate mestert, és az akkoriban Olaszországban élő Yutaka Toyama 7°danos japán mestert. Az első Wado-ryu karate mesterek hazánkban Réti István és Darnay János, Toyama mesternél szerezték meg a Wado fekete övet 1982-ben, Rómában.
A folyamatos európai kapcsolat céljából, a fejlődés érdekében, honosította meg a Wado-Ryu Karate-Do stílust, melynek Ren Mei Dan-osa. Ezt a stílust – Réti István honosító munkájának eredményeként – ma is több ezren gyakorolják az országban, a nemzetközi küzdőtereken is győztes harcosokkal. Kiemelkedő edzői Ré Mesternél tették meg a Wado első lépéseit.
Ezekből a tanítványokból páran mára hatalmas szövetségek elnökei lettek, világhírűek lettek, Európa-bajnok tanítványokat nevelnek, óriási szervezetben dolgoznak.
Réti 1985-ben lemondott a Wado Ryu Egyesület, és a Magyar Karate Szövetség addigi vezető szerepéről.
A versengéstől elfordulva (kicsit elvonulva) Réti a Karate-Do technikáit, küzdőmodorát harci formáit kiegészítette egy, részben szintén távol-keletről származó, részben saját tapasztalatai alapján rendszerezett szellemi-erkölcsi háttérrel (Zen-ajánlások), és minden hazai sportszövetségtől függetlenül, és támogatásuk nélkül megalapította iskoláját (irányzatát), Ré Zen-Do néven.
A Ré Zen-Do – amit SHIHAN Sadaharu Fujimoto azonnal támogatott és nevével fémjelzett – 1984-től az IKS, Shobukai Világszövetség része, így az egész világon elfogadott stílusként tartják számon.
Kiemelkedő világszintű teljesítménye és munkásságai révén kinyerte az International Karate-DO Shobukai First Shihan rangot. Így lehetősége van rá, hogy az IKS vezetője Ő legyen.
Későbbiekben Belügyminiszteri sporttiszt, majd a Külügyminisztérium protokollosa lett, magas pozíciót betöltve. Minden japán-magyar állami látogatásnál jelen volt. Nagyon sok megtiszteltetést kapott állami miniszterektől, elnököktől. Tanítványai megtalálhatóak a készenléti ezredben, a parlamentben, és kommandós alakulatokban egyaránt. Tanította harci rendszerét (elsőként) a Rendőrtiszti Főiskolán, és polgári helyeken szintén.
Réti István 1985-ben nyitotta meg a RÉ Zen-Do kolostorát Köveskálon, ahol azóta a Zen-Do harcosai, tanítványai számára többezres könyvtárat, jelentős tradicionális és modern fegyver-állományt gyűjtött össze, a folyamatos képzés, valamint a rendszeres edzőtáborozások teljesebbé tétele céljából.
Tanítványai szinte kivétel nélkül kipróbálták magukat karate versenyzőként is, ám úgy látták, a versenyzés inkább hátráltatja, mint segíti a harcművészet igazi megértését, mély átélését.
A háttérben folyamatosan mélyült el a meditáció és zen rejtelmeibe. Magyarországon és egyben a világ egyik legnagyobb (nem-japán) karatemestereként tartják számon. Megjelenése, pozitív hozzáállása, szellemi tanításai teljesen egyedinek mondhatóak az országban és világon egyaránt.

2019-ben a japán székhelyű Zensyokan Kolostor rendszer (több, mint 600 kolostor tulajdonosa szerte a világban) világi Zen szerzetesnek és "Goodwill Ambassador"-nak (Jószolgálati Nagykövetnek) fogadta be, és kizárólagosan megkapta a Zensyokan Vice Chairman rangot is.
Felkerült neve a Bodhidarma és Buddha vérvonal (Kechimyaku) táblájára Daiku RÉ név alatt, továbbá ez a Zen közösség élete munkásságát a legmagasabb szinten ismerte el. Feladata a Zen és a Budo egysége, a béke és a szeretet terjesztése a világban.

## Érdekességek
Egy szerencsétlenül sikerült bázisugráson nem nyílt ki az ejtőernyője, és közvetlenül belecsapódott a betonba. Túlélte és hosszú kúrák után, szinte teljesen felépült.
Magyarországon Ré mester a '80-as években vezette be a Hachimaki használatát.
Megszállottja a motoroknak, choppereknek.
Megérkezése feltűnő. Többször ráüt az ajtóra, és hangos mély hangjával köszönti a tanítványokat.
Két évig Amerikában dolgozott, öt évet pedig Hollandiában.
Nepálban 3 Zen kolostor felépítésében segédkezett. (Kathmandu, Lumbini)